# Родин, Николай Алексеевич (борец)
Николай Алексеевич Родин (род. 28 июля 1931) — советский борец классического стиля, чемпион (1957) и серебряный призёр (1953) чемпионатов СССР, мастер спорта СССР (1954).

## Биография
Увлёкся борьбой в 1947 году. Участвовал в семи чемпионатах СССР. Выступал в лёгкой весовой категории (до 67 кг). Наставником Родина был П. П. Климатинский.

## Спортивные результаты
- Чемпионат СССР по классической борьбе 1953 года — ;
- Чемпионат СССР по классической борьбе 1957 года — ;